# Manzanillas, San Luis Potosí
Manzanillas är en ort i Mexiko.   Den ligger i kommunen Cerritos och delstaten San Luis Potosí, i den centrala delen av landet, 300 km norr om huvudstaden Mexico City. Manzanillas ligger 1 135 meter över havet och antalet invånare är 132.
Terrängen runt Manzanillas är platt åt sydväst, men åt nordost är den kuperad. Runt Manzanillas är det glesbefolkat, med 12 invånare per kvadratkilometer. Närmaste större samhälle är Cerritos, 6,4 km väster om Manzanillas. Trakten runt Manzanillas består till största delen av jordbruksmark.